# Арденца (трио)
Трио „Арденца“ (от итал. ardente – възпламеняващ) е българско клавирно трио, създадено през 2004 г. Известно е „у нас и в чужбина със своя артистичен, авантюристичен и бунтарски дух“. 

## Състав
Трио „Арденца“ се състои от цигуларката Галина Койчева, виолончелистът Константин Евтимов (и двамата – концертмайстори на Симфоничния оркестър на БНР) и пианистката Даниела Дикова.

## История
Създаването на триото е плод на естественото развитие на творческото сътрудничество между пианистката Даниела Дикова и американския ѝ колега – виолончелистът Джефри Дийн. През 2005 г. към състава се присъединява цигуларката Галина Койчева, с която се оформя името на триото. През юни 2006 г. трио „Арденца“ спечелва награда на конкурса „Val Tidone“ в Италия. Увлечението на триото по българската класика се реализира в рядко изпълняваното клавирно трио от Панчо Владигеров, за което музикантите са наградени с „Кристална лира“ за 2009 г. за високи творчески постижения в камерната музика. През същата година трио „Арденца“ е номинирано за наградата на София за реализация на международния си проект „Мартину в България“. Триото ежегодно реализира концерти с класическа и съвременна камерна музика. Репертоарът му обхваща разнородни стилове и епохи, творби, написани специално за него, но най-вече шедьоврите на камерната музика от XIX, XX и XXI век. Концертират с голям успех в България, Република Македония, Албания, Австрия, Германия, Франция, Косово, Хърватия, Унгария и др. Записват за Българското национално радио и Българската национална телевизия. Едни от последните значими концертни проекти на триото са „Руска рулетка“, „Пипков в Париж“, цикъл концерти по картини „Следобеден сън“, „Песни за любовта“, „Народен празник“. От 2014 г. член на трио „Арденца“ е виолончелистът Константин Евтимов. „Те са превъзходни инструменталисти, но силно впечатление прави тяхното камерно изкуство, което разчита на тънкия слух и на способността за колориране на музикалния текст. Знаят как да откроят през звука всеки автор.“ (Екатерина Дочева)  По повод концерта им в рамките на Balchik Classic Days, Георги Йовчев пише: „Арденца“ ни подкупиха със своята свежест, интелигентност и одухотвореност. Слушано и погледнато отстрани, звучеше като изповедно просветление. Техните изпълнения бяха наситени с искреност, ярка мелодичност и романтично аржентинско настроение, заредено с емоционалност, която ни задължава отново да бъдем заедно." 

## Видео
- Fr. Chopin – Nocturne, Etude, for violoncello and piano
- Tchaikovsky – Sad Song, Song without Words
- A.Piazolla – Summer from Four Seasons of Buenos Aires